# Biblioteca de la Junta General del Principado de Asturias
La Biblioteca de la Junta General del Principado de Asturias es una biblioteca legislativa subnacional que forma parte de la estructura administrativa de la Junta General del Principado de Asturias (Parlamento asturiano). Está integrada en un servicio denominado de Biblioteca, Documentación y Archivo. Entre sus funciones destacan la organización del fondo bibliográfico, del archivo de la Cámara y la compilación documental necesaria para el desarrollo de las competencias legislativas y de control al gobierno propias del parlamento.
La Comunidad Autónoma del Principado de Asturias tuvo estatuto de autonomía propio por la Ley orgánica 7/1981, de 30 de diciembre. Según la Ley orgánica el parlamento asturiano recibe la denominación de Junta General del Principado de Asturias (en adelante Junta General o Parlamento de Asturias). El nombre procede de una histórica institución regional que subsistió desde el final de la Edad Media hasta la organización provincial del Estado hacia 1835, fecha en la que fue sustituida por la Diputación Provincial que, a su vez quedó disuelta cuando el Estatuto de Autonomía creó la Comunidad Autónoma. La existencia de ese antecedente ha hecho que la Junta General rinda homenaje a su predecesora editando los documentos históricos custodiados en el Archivo Histórico de Asturias.

## Competencias del Servicio de Biblioteca, Documentación y Archivo

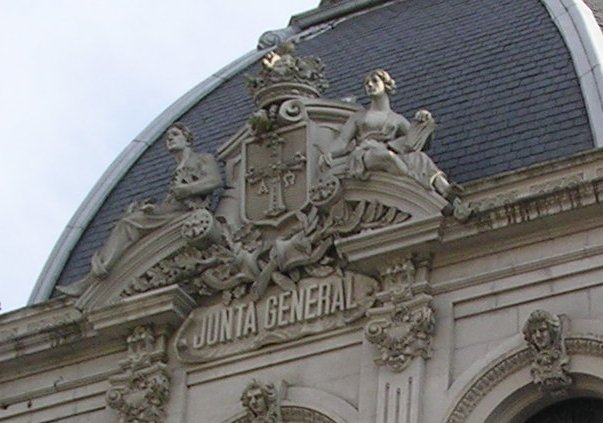
Coronando la fachada principal del Palacio de la Junta General aparecen alegorías de la Industria y las Letras, en obra de Víctor Hevia cuando el edificio se levantó como sede de la extinta Diputación Provincial.

- Mantenimiento del fondo bibliotecario
- Gestión de las bases de datos documentales internas y externas
- Organización del archivo de la Cámara
- Elaboración de documentos informativos para la actividad parlamentaria
- Difusión selectiva de información para grupos parlamentarios y diputados
- Atención a usuarios externos e investigadores
- Edición de publicaciones de carácter histórico, especialmente en lo relativo a Asturias y a la Junta General
- Actividades orientadas a la protección, conservación y difusión del patrimonio histórico-cultural de la Junta General
- Programación de actividades culturales[2]

## Instalaciones y recursos materiales y humanos

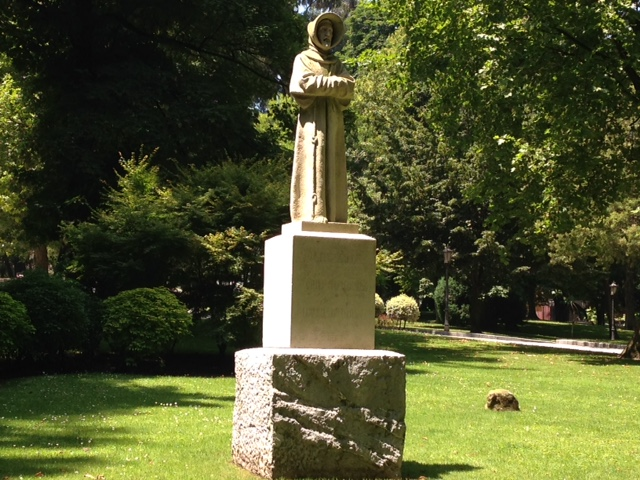
El parque de San Francisco de Oviedo conserva el recuerdo de lo que fue aquel espacio con la figura del fraile franciscano.

El palacio de la Junta General, donde se sitúa la sala de lectura,  fue construido a fines del siglo XIX como sede de la Diputación Provincial de Oviedo. Para dotarse de edificio propio utilizó los terrenos del desamortizado convento de San Francisco, que, pese a las críticas de la comunidad cultural, fue derribado. La edificación fue encargada al arquitecto provincial Nicolás García del Rivero. Desde 1910 el nuevo Palacio y las calles adyacentes que se diseñaron, así como el Campo de San Francisco (Oviedo), antigua huerta conventual, marcaron el crecimiento de la ciudad burguesa, uniendo la parte vieja de Cimadevilla a la nueva estación del ferrocarril de la Renfe. El eje Uría-Fruela acabó siendo el centro de Oviedo.

### Sala de lectura del Palacio de la Junta General
Para el desarrollo de sus funciones dispone el servicio en el que se integra la Biblioteca de dos sedes. La citada sala de lectura está ubicada en el Palacio del Parlamento y ocupa parte del lateral de la planta primera que da al Campo de San Francisco. 
Fue abierta como espacio para el trabajo de diputados y personal en los años ochenta del pasado siglo, apenas iniciada la andadura de la Cámara regional. En aquel momento los fondos bibliográficos más señalados fueron los adquiridos para dar cobertura al trabajo parlamentario. Derecho parlamentario, derecho comparado, boletines y diarios de otros parlamentos, títulos de revistas especializadas e historia del derecho. Luego se fue enriqueciendo con colecciones diversas y las monografías actualizadas de los temas de interés para la función legislativa y de control e impulso del gobierno que es clave en la Junta General.
Luego el incremento del material disponible hizo necesaria la instalación de las colecciones y repertorios en depósitos bibliográficos. Ello fue posible con el nuevo edificio administrativo donde el servicio de Biblioteca, Documentación y Archivo encontró nuevos espacio para despachos, sala de consulta y depósitos tanto para desahogo de la Biblioteca como para el crecimiento del Archivo. 
En la sala de lectura quedan ahora instalados los fondos bibliográficos de monografías recientes organizadas en las áreas principales de derecho constitucional, administrativo, filosofía del derecho, jurisprudencia, historia y ensayos de carácter político. La sala de lectura está abierta todo el día para los usuarios internos y dispone de personal de atención directa por las mañanas. Organizada en planta baja y corredor dispone de una docena de puestos de consulta. 
En los años noventa del pasado siglo XX el Palacio fue ampliamente remodelado para adaptarlo a la actividad de un parlamento moderno y para corregir serios defectos estructurales. A medida que la Junta General fue adquiriendo entidad y adaptando su trabajo a los nuevas tecnologías se vio la imposibilidad de que el hermoso edificio pudiera con todo. Con la adscripción de un inmueble público y cercano para alojar la administración del Parlamento, el Palacio quedó reservado para la actividad parlamentaria, lugar de trabajo de los diputados,  de los grupos parlamentarios, lugar de celebración de las comisiones y los plenos.

### Archivo del Parlamento

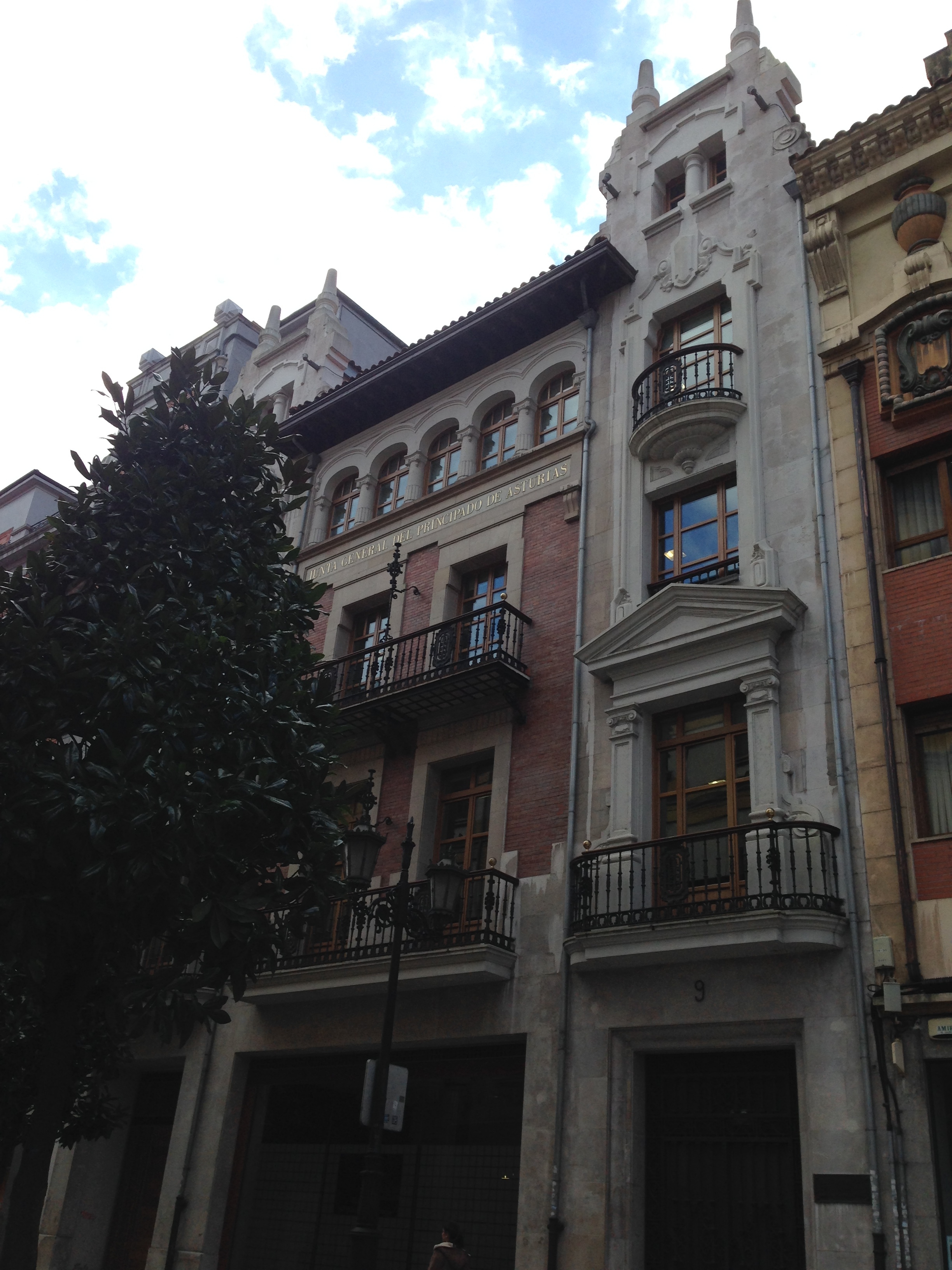
El edificio que alberga las dependencias administrativas del Parlamento asturiano está situado en la calle Cabo Noval. Fue construido en 1932 y rehabilitado a principios del siglo actual.

En el nuevo edificio administrativo de la Junta General, donde se ubican los despachos de los servicios y personal del parlamento asturiano, dispone el servicio de Biblioteca, Documentación y Archivo de unos espacios amplios en la planta baja.
El edificio administrativo de la Junta General se encuentra ubicado en la calle Cabo Noval, próxima al Palacio de la Junta General. El inmueble había sido construido en 1932 por el destacado arquitecto avilesino Julio Galán Carvajal, padre del también ilustre arquitecto Julio Galán Gómez, en una de las calles trazadas en torno al Palacio de la Junta General contiguas al parque San Francisco. Este edificio había sido sede de la Cámara de la Propiedad y fue adscrito al Parlamento en el año 2005. 
La planta baja queda destinada a las oficinas y a los tres depósitos del Archivo de la Cámara, espacios a los que se añaden dos depósitos bibliográficos, zona de revistas y sala de consulta, dotados del mobiliario adecuado. 
Para sus funciones el servicio cuenta con un total de seis funcionarios, de los que dos son técnicos archiveros-bibliotecarios. Para la edición de publicaciones de carácter histórico se vienen convocando periódicamente becas de colaboración. Además el servicio, junto al resto de la administración parlamentaria, participa en la atención a prácticas de formación al amparo del Convenio de Cooperación educativa  firmado entre la Junta General y la Universidad de Oviedo en junio del 2013 lo que implica la presencia frecuente de estudiantes universitarios. 
Naturalmente el trabajo de gestión bibliotecaria y archivística, así como la explotación de bases documentales es posible por la dotación de material informático y de programas específicos que facilitan la comunicación y la difusión del trabajo a través de la web del Parlamento.

## Gestión y difusión de los fondos
La información en abierto que ofrece la Biblioteca y el Archivo de la Junta General a través de la web de la institución es cada vez mayor. En el apartado de la web de la Junta General del Principado de Asturias dedicado al servicio se pueden encontrar las normas de uso de la Biblioteca y del Archivo; la guía del servicio y la de los fondos del archivo. En el apartado Biblioteca y Documentación se puede acceder a documentación periódica sobre legislación, boletines de sumarios o información de adquisiciones bibliográficas, además de otras recopilaciones de materiales informativos como documentación para la actividad legislativa de la Cámara. Está disponible además el acceso al catálogo general de la biblioteca así como a las publicaciones de carácter histórico que se realizan. En el apartado del Archivo, además de informes y documentos especiales y de los fondos de la disuelta institución del procurador general, se puede acceder al documento original digitalizado y transcrito, apto para audición, de la "Carta de Jovellanos al Marqués de Camposagrado sobre el blasón del Principado de Asturias".

### Tratamiento bibliografíco, archivístico y documental
Es norma seguir las reglas establecidas para la descripción de los registros bibliográficos, lo que asegura la posibilidad de intercambio y un mejor control y divulgación. la disponibilidad de un software específico de uso habitual dotado de un OPAC de acceso público dotan de proyección al contenido del servicio. La actualización permanente de las normas de catalogación tendentes al intercambio sin fronteras de la información hace que sea de uso general el formato MARC21 con adaptación nacional.
En el caso del Archivo la fase de transición del archivo tradicional en papel al archivo electrónico, que es algo más que el documento electrónico, está motivando cambios no solo en el tratamiento documental sino en la forma de trabajo, ya que consensos en ámbitos supranacionales obligan a rápidas adaptaciones, como lo demuestran los proyectos en curso amparados por la administración del Estado y la normativa en constante cambio.

### Proyectos de colaboración
Tiene particular importancia el convenio de colaboración suscrito en el año 2007 entre la Junta General y la Consejería de Cultura del Principado de Asturias para el uso y edición de los fondos de la histórica Junta General custodiados en el Archivo Histórico de Asturias. 
Resulta fundamental, dentro de las competencias propias del servicio, la colaboración con otros parlamentos. Esta se realiza para el caso de la Biblioteca mediante la integración en Red Parlamenta  y para el Archivo en la colaboración a través del SPP-ICA, Grupo Español de Archivos Parlamentarios integrado en el International Council on Archives.

Interiores de la biblioteca
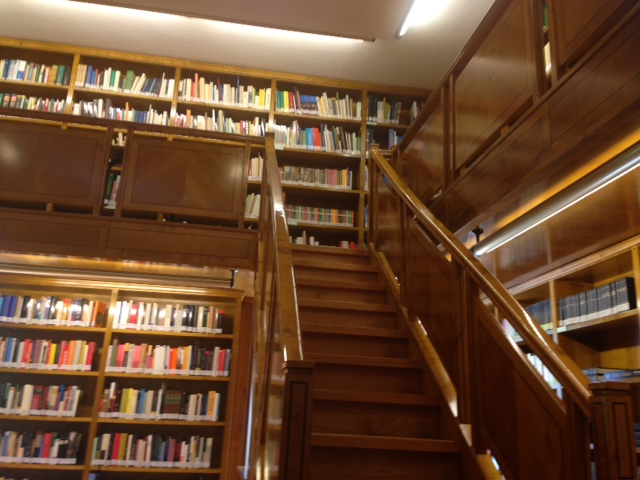
Escalera de la sala de lectura
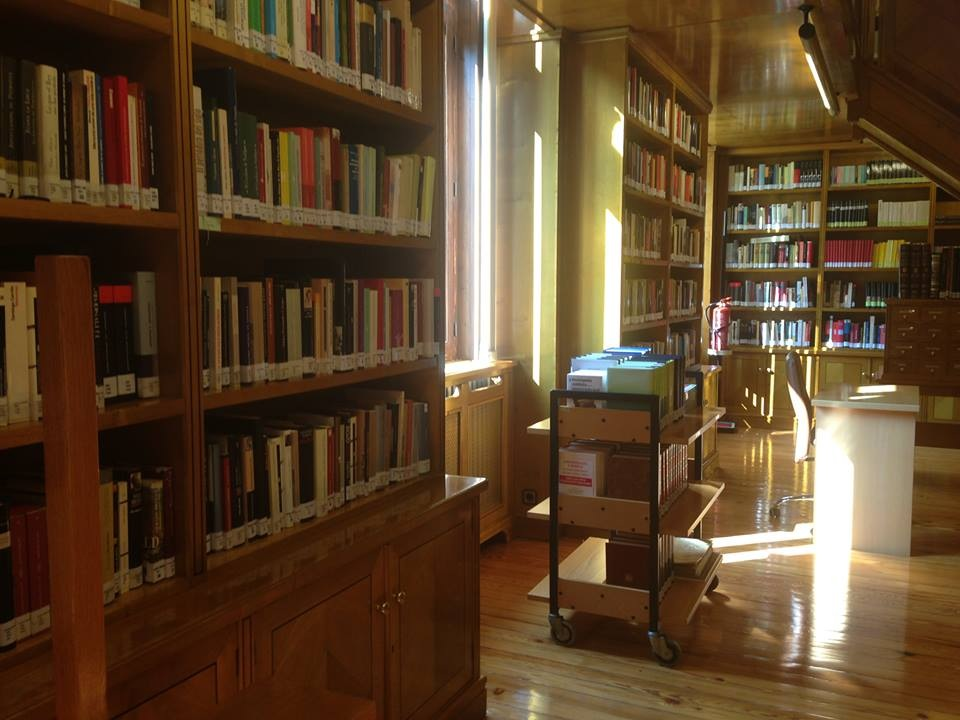
Detalle de la sala de lectura
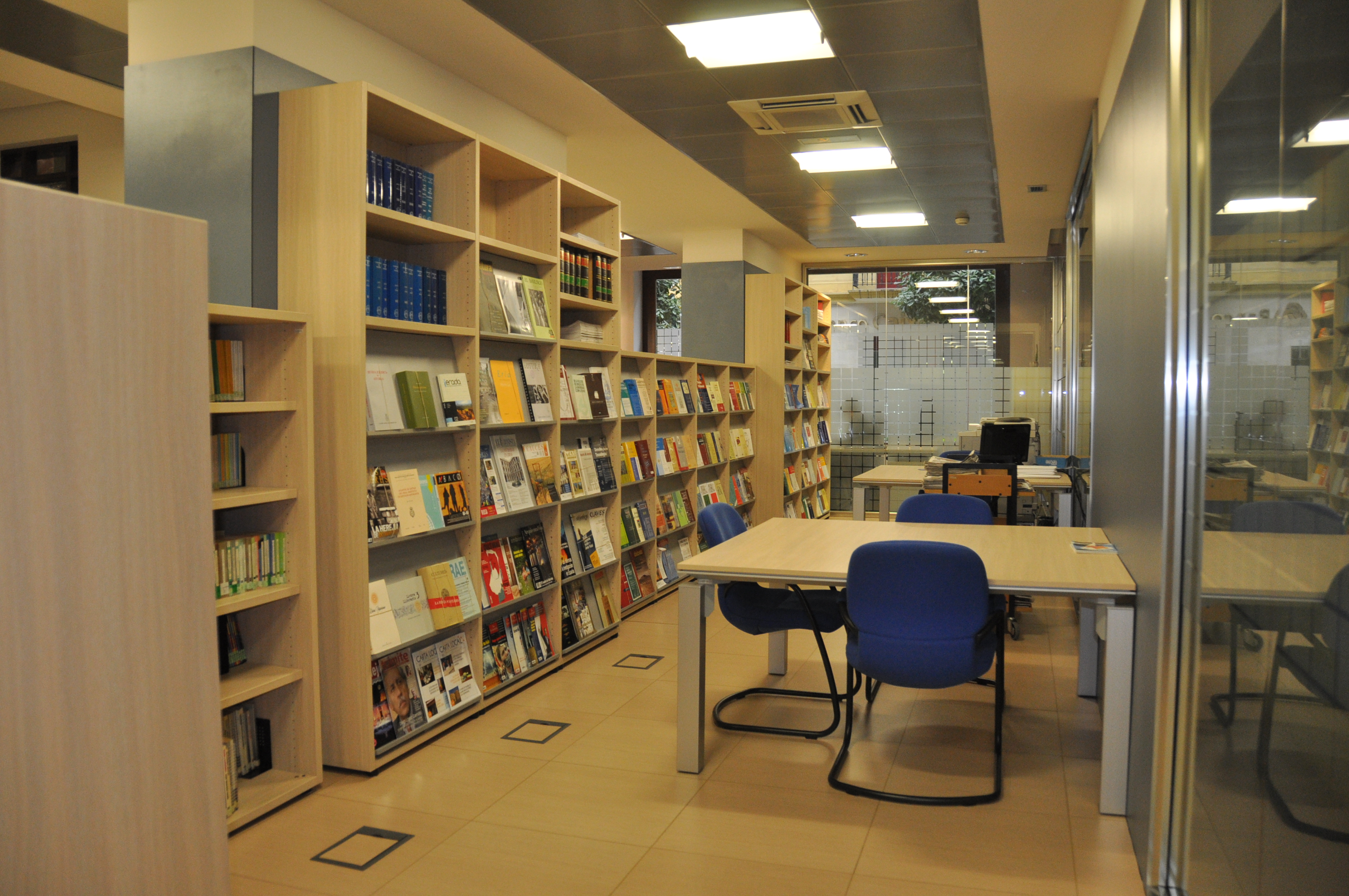
Sala de consulta del Servicio de Biblioteca, Documentación y Archivo
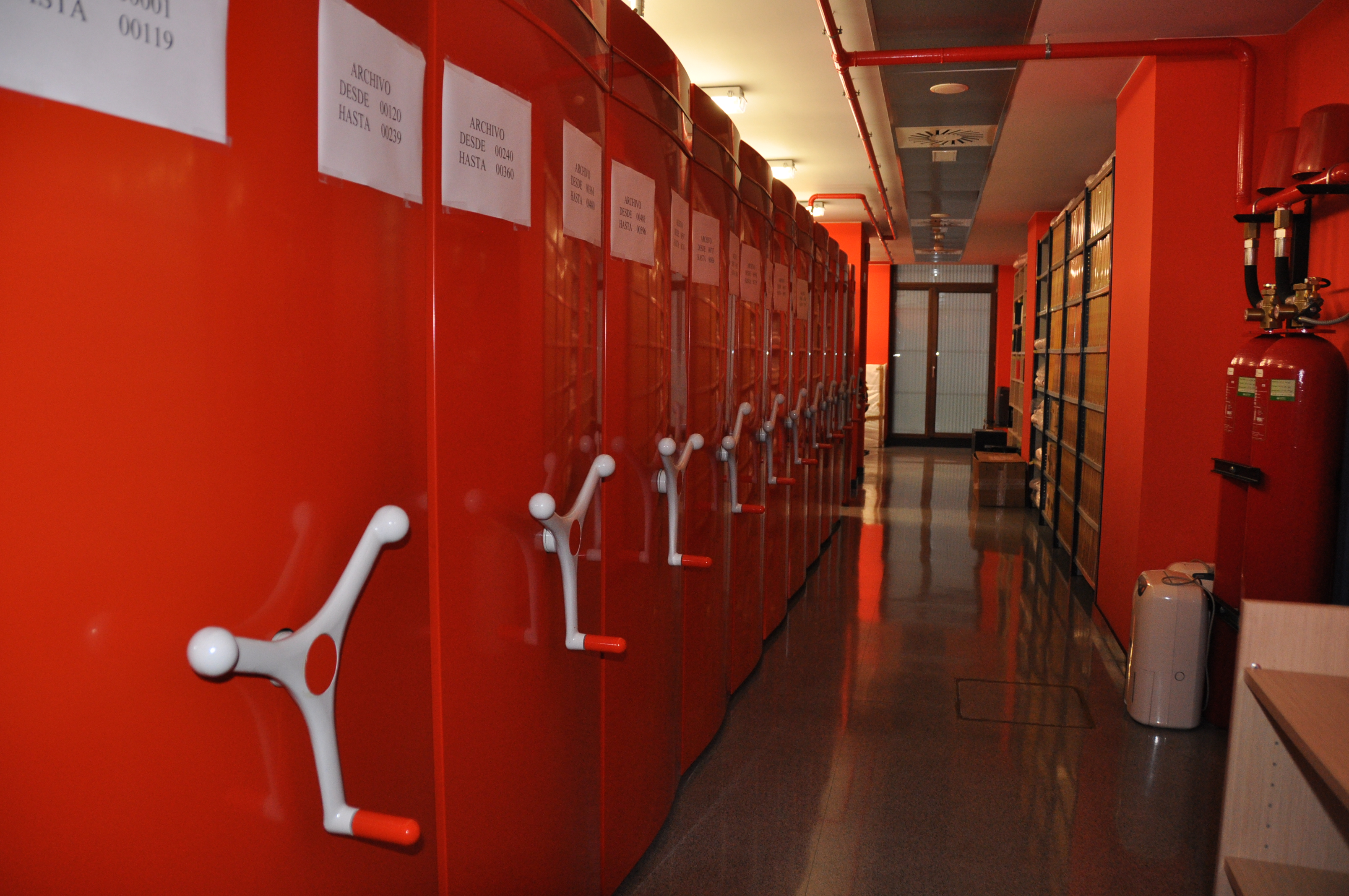
Los cinco depósitos de la Junta General.